# Primnoella distans
Primnoella distans är en korallart som beskrevs av Studer 1878. Primnoella distans ingår i släktet Primnoella och familjen Primnoidae. Inga underarter finns listade i Catalogue of Life.